# Chendol lubricus
Chendol lubricus är en fiskart som beskrevs av Maurice Kottelat och Lim, 1994. Chendol lubricus ingår i släktet Chendol och familjen Chaudhuriidae. IUCN kategoriserar arten globalt som sårbar. Inga underarter finns listade i Catalogue of Life.